# Carschenna

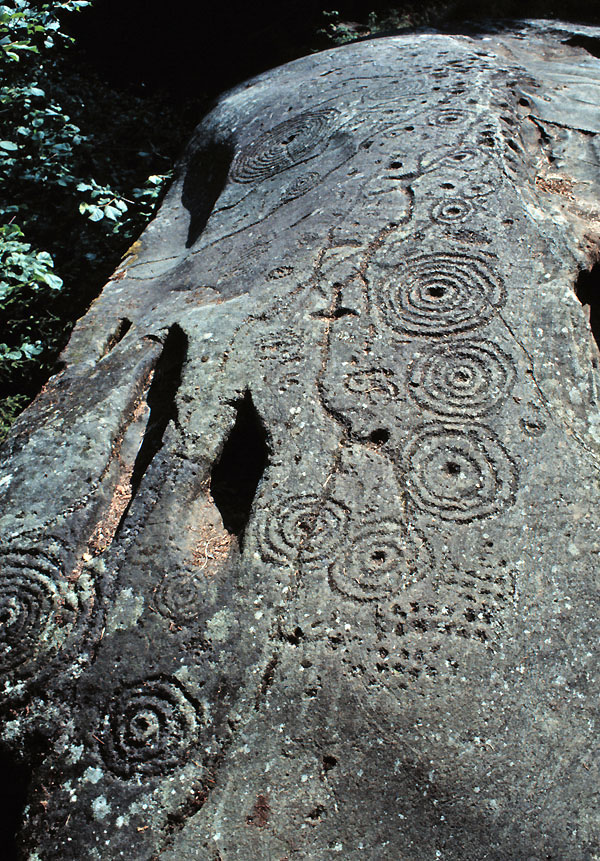
Fels mit Zeichnungen

Die Felsritzungen von Carschenna liegen oberhalb von Sils im Domleschg im Kanton Graubünden, in der Schweiz. Die Fundstelle ist von Thusis oder dem Bahnhof von Sils aus auf einem markierten Wanderweg erreichbar. Kopien davon sind im Rätischen Museum in Chur zu besichtigen.

## Lage
Die Felszeichnungen liegen auf einer Anhöhe östlich und oberhalb Sils am Rande eines mehrere hundert Meter tiefen Abgrundes in der Nähe eines alten Weges, der zu den Pässen Splügen und San-Bernardino-Pass führt.
Auf den Felsen findet man mehrheitlich konzentrische Ringmuster mit einer Schale in der Mitte (Cup-and-Ring-Markierung). Auch Tiere, die nicht immer eindeutig zu bestimmen sind, wurden dargestellt. Ebenso ein Reiter sowie Saumtiere mit einer Last auf dem Rücken. Andere Sujets sind Krähenfüsse, Gitter oder Sonnensymbole.

## Herkunft
Die etwa 200 Bilder wurden 1965 beim Bau einer Hochspannungsleitung unter einem Rasenteppich entdeckt und durch das Rätische Museum freigelegt. Zuerst fand man zehn Felsen mit Bildern, 1984 und 1996 wurden in der näheren Umgebung (Badugnas und Viaplana) noch einmal zwei Felsen gefunden. Der im Ortsnamen enthaltene Begriff Carschen bedeutet auf Rätoromanisch „aufgehender Mond“, was darauf hindeutet, dass der Ort eine kultische Bedeutung gehabt haben könnte.
Es wird vermutet, dass die Zeichnungen aus verschiedenen Epochen stammen; die Cup-and-Ring-Markierungen dürften die ältesten sein. Diese sind in einer Art in die Felsen geritzt, die die Wissenschaft der Bronzezeit zuordnet. Die Zeichnungen sind also etwa um 1500 v. Chr. entstanden. Der Schweizer Archäologe Urs Schwegler vermutet in seinen umfangreichen Studien prähistorische Alphirten, Jäger und Sammler als Urheber dieser Schalen- und Zeichensteine. Sie stehen im Kontext mit einer Vielzahl von ähnlichen Funden im Alpenraum oder gar weltweit.
Die Anhöhe Carschenna diente von vorrömischer Zeit bis in die frühe Neuzeit als rechtsrheinischer Saumpfad zur Umgehung des sogenannten „Verlorenen Loches“, des nördlichsten der beiden Engnisse der Viamala-Schlucht unmittelbar vor Thusis. Wie die frühmittelalterliche Kirchenruine dort von St. Albin und die Kirchenburg Hoch-Rialt dürften die Zeichnungen zu einem Wegheiligtum gehörten, bei dem die Reisenden anhielten um die höheren Mächte vor Passieren der Gefahren um Hilfe zu bitten oder sich nachher zu bedanken. 

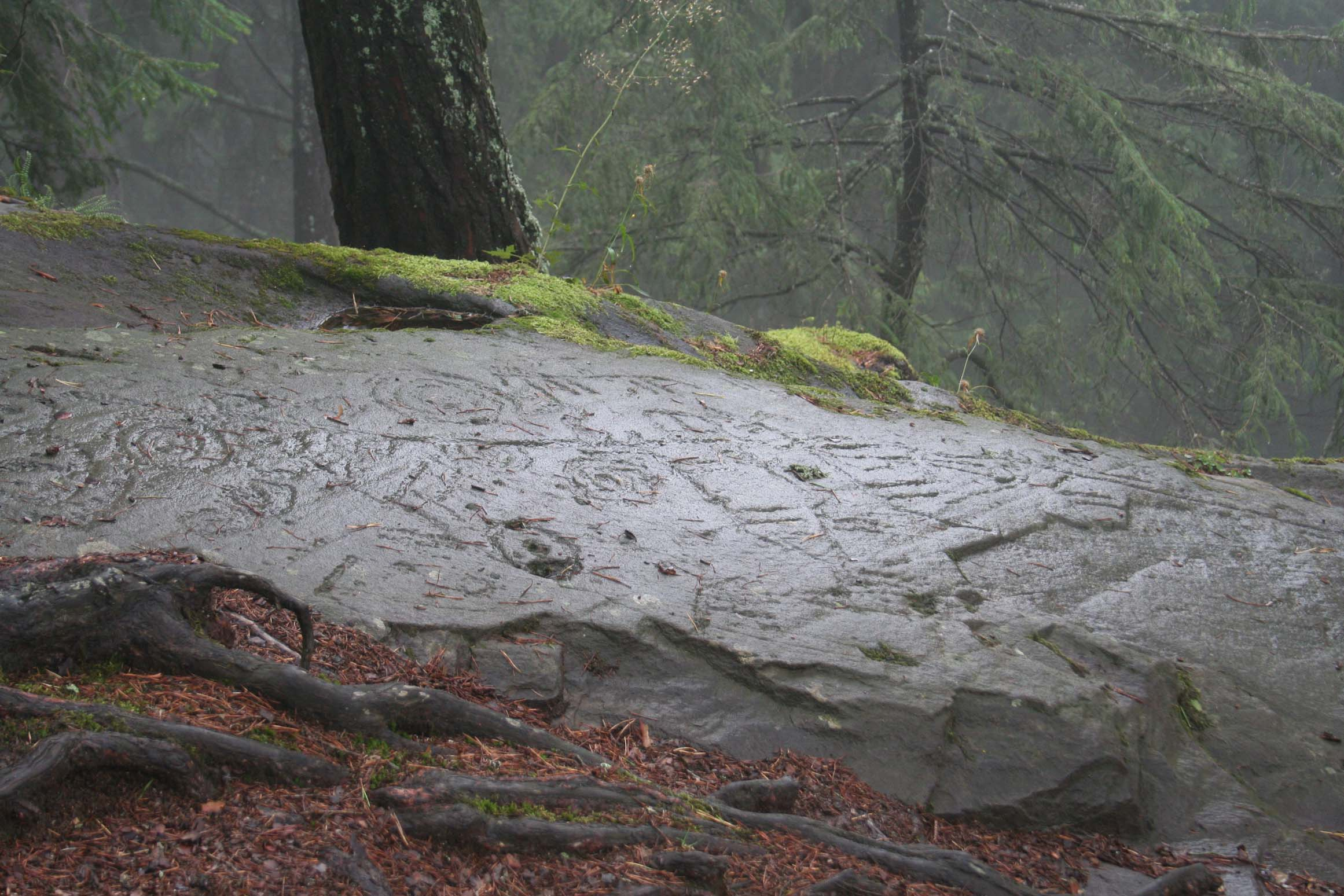
Fels auf Carschenna
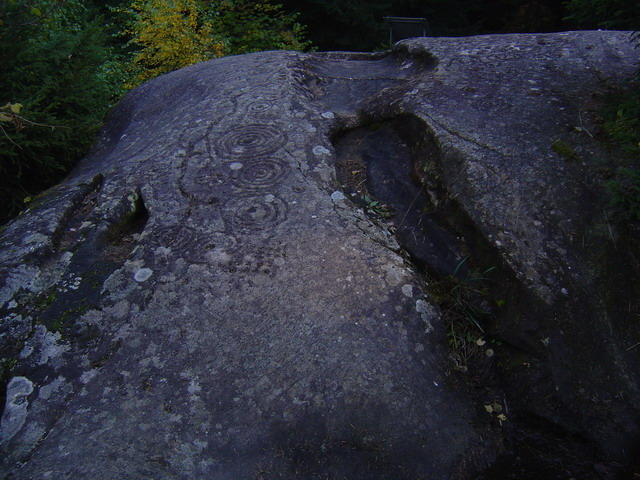
Möglicher Altar mit Vertiefung
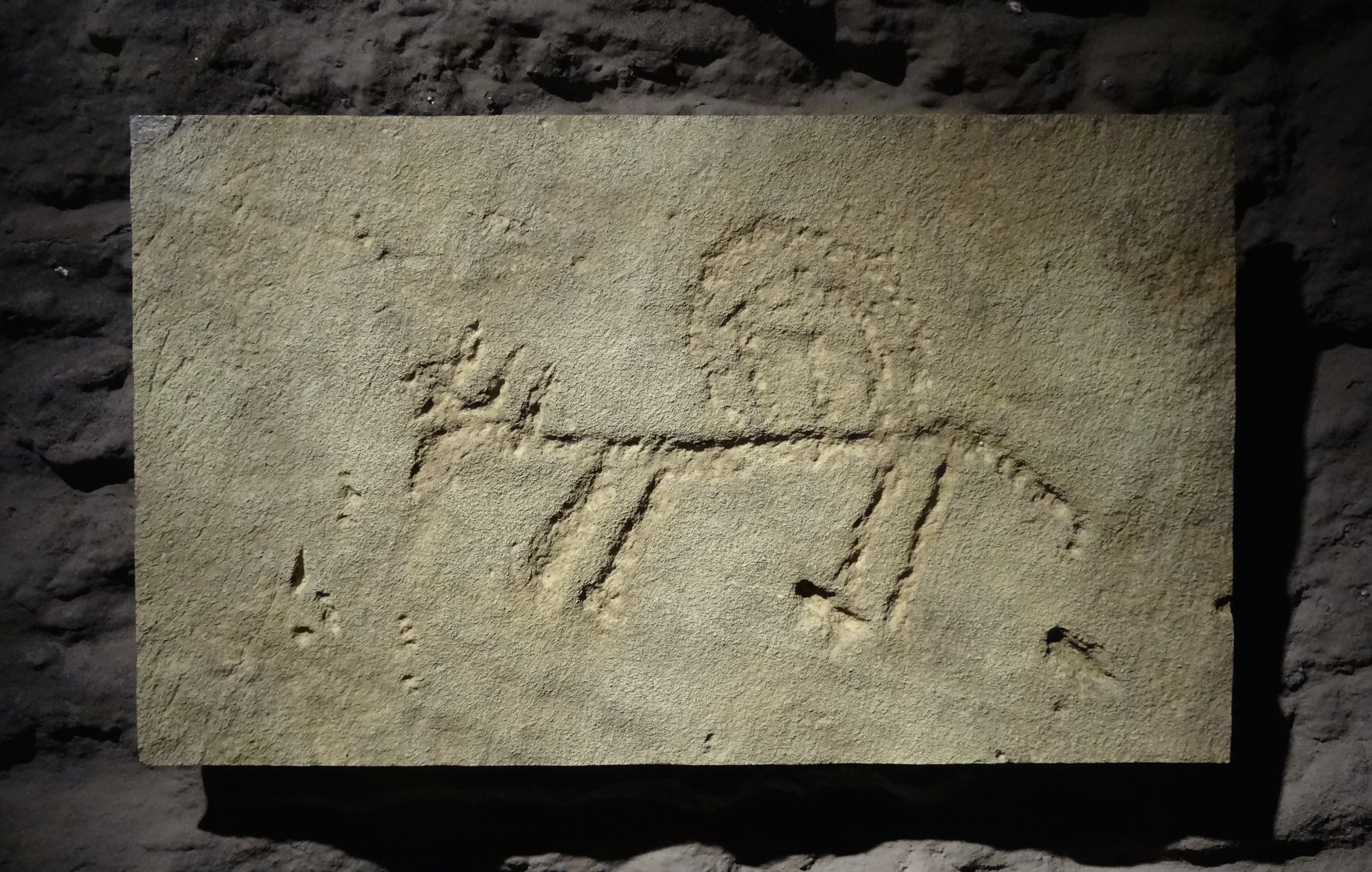
Lasttier
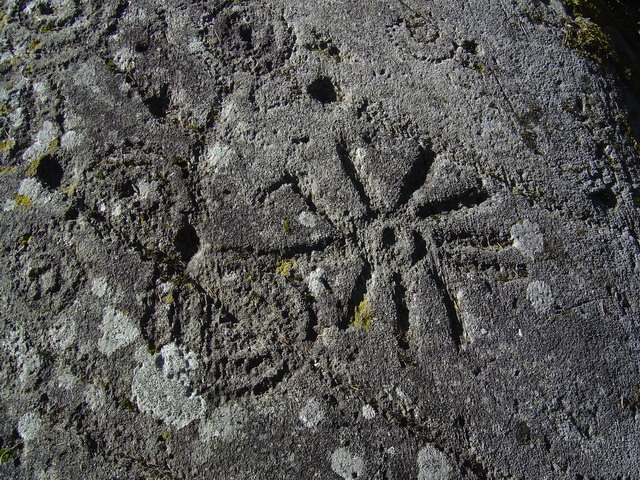
Stern und konzentrische Kreise, Bedeutung unbekannt
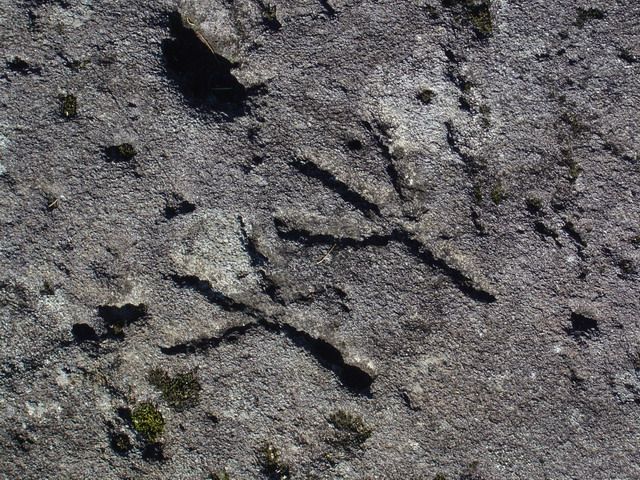
Krähenfüsse?